# Oviñana (Sobrescobio)
Oviñana es una parroquia del concejo de Sobrescobio, en el Principado de Asturias (España).
Alberga una población de 564 habitantes, en 229 viviendas. Ocupa una extensión de 35,66 km². Está situada a 2 kilómetros de la capital del concejo. Se celebra la festividad de San Ginés. Su templo parroquial está dedicado a Santa María la Real. En su amplio territorio dispone de varios bosques, incluyendo el parque natural de Redes. La parroquia es atravesada por el río Nalón, y su paisaje determina numerosas sendas y rutas.
Dispone de algunos restaurantes en Rioseco y además de casas de aldea, bares y hoteles. En toda la parroquia hay numerosos barrios, llegando a contabilizarse unos 7, además de dos castillos, el de Villamorey y el de los Acebales, y un pantano en Rioseco.

## Barrios[2]
- Anzó - 9 hab.
- Campiellos - 94 hab.
- Comillera (Comiyera, en asturiano y oficialmente)- 3 hab.
- La Molina - 0 hab.
- La Polina - 12 hab.
- Rioseco (Rusecu/Rioseco) - 350 hab.
- Villamorey (Villamoréi) - 96 hab.